# Bargen (Szafuza)
Bargen – miejscowość i gmina w północnej Szwajcarii, w kantonie Szafuza.   

## Demografia
W Bargen mieszka 330 osób. W 2021 roku 23,6% populacji gminy stanowiły osoby urodzone poza Szwajcarią. 

## Transport
Przez teren gminy przebiega droga główna nr 4.